# Lijst van oorlogsmonumenten in Voerendaal
De Nederlandse gemeente Voerendaal heeft 5 oorlogsmonumenten. Hieronder een overzicht.
| Nr.  | Object                                  | Herdachte groep | Ontwerper            | Onthulling        | Type            | Locatie                 | Plaats     | Coördinaten                   | Foto                                    |
| ---- | --------------------------------------- | --- | -------------------- | ----------------- | --------------- | ----------------------- | ---------- | ----------------------------- | --------------------------------------- |
| 1803 | Vrijheid                                | algemeen | Eugène Laudy         | 17 september 1989 | beeld/sculptuur | Vrijthof, 6343 BM       | Klimmen    | 50° 52' 38" NB, 5° 53' 4" OL  | Meer afbeeldingen                       |
| 1804 | Verzetsmonument                         | militairen in dienst van het Ned. Kon. na 1945, militairen in dienst van het Ned. Kon. 1940-1945, verzet Nederland | Eugène Laudy         | 31 oktober 1948   | reliëf          | Kerkplein, 6367 EN      | Voerendaal | 50° 52' 60" NB, 5° 55' 40" OL | Meer afbeeldingen                       |
| 2280 | Monument voor R.F.C.H. Le Chantre       | overig |                      | 11 september 1944 | kruis           | Kunderberg, 6367 AK     | Voerendaal | 50° 52' 1" NB, 5° 56' 47" OL  | Meer afbeeldingen                       |
| 2281 | Monument in het voormalige gemeentehuis | burgerslachtoffers                                                                                                 |                      |                   | gedenksteen     |                         | Klimmen    | 50° 52' 38" NB, 5° 53' 4" OL  | Monument in het voormalige gemeentehuis |
| 3555 | Herdenkingsmonument voor Juup Geraedts  | militairen in dienst van het Ned. Kon. na 1945                                                                     | Dhr. Ing. W. H. Niks | 1 september 2010  | plaquette       | Oude Schoolstraat, 6367 | Ubachsberg | 50° 51' 22" NB, 5° 56' 38" OL | Meer afbeeldingen                       |